# Altstadt, Hamburg
Altstadt (tiếng Đức: [ˈalt.ʃtat] ⓘ, có nghĩa là: "Thị trấn cổ") chính xác hơn là Hamburg-Altstadt để không bị nhầm với Hamburg-Altona-Altstadt là một trong những khu vực nội thành của quận Mitte, Thành phố tự do và Hanse của Hamburg, Đức.

## Lịch sử
Khu vực Altstadt ngày nay có một khu định cư nhỏ thời đại đồ đồng có niên đại từ thế kỷ 9 hoặc 8 trước Công nguyên. Một khu định cư của người Ingaevone tại địa điểm này được biết đến với tên gọi Treva - một nút giao thương chiến lược trên Con đường hổ phách trong thời đại đồ sắt và hậu kỳ cổ đại.
Vào thế kỷ thứ 8, các thương gia người Sachsen đã thành lập thứ sẽ trở thành hạt nhân của Hamburg, pháo đài Hammaburg. Nó sau đó trở thành một lâu đài trú ẩn nằm tại Domplatz ngày nay, địa điểm cũ của nhà thờ chính tòa Đức Bà Mary. Dưới sự cai trị của người Frank, một nhà rửa tội đã được xây dựng vào năm 804 và Hammaburg được Charlemagne gia cố vào năm 811. Nhanh chóng, nơi này phát triển thành một thị trấn chợ lớn, được tuyên bố là giáo phận vào năm 831. Một năm sau đó, nó đã trở thành một tổng giáo phận. Trong 600 năm tiếp theo, lịch sử của Altstadt song hành với lịch sử của Hamburg.
Vào cuối thế kỷ 15, thành phố cộng hòa Hanse lúc bấy giờ và thành phố hoàng gia tự do đã tích lũy nhiều tài sản. Cuối cùng, các bức tường thành từ thế kỷ 13 của Hamburg đã được mở rộng thêm một số lần. Đầu tiên vào những năm 1530, sau đó một lần nữa vào những năm 1620 để bao gồm tất cả Neustadt liền kề.
Về lịch sử của Altstadt, chỉ còn lại một số công trình kiến trúc trước thế kỷ 17, do việc chặn nhiều lần để chuyển hướng sông Alster và các con kênh của nó, trận đại hỏa hoạn 1842, đánh bom trong Thế chiến thứ hai (1941–1945) và các dự án cơ sở hạ tầng hiện đại (đặc biệt là trong những năm 1880 đến 1900, 1920 và 1950-1970) nội thành Hamburg chủ yếu chỉ còn lại các công trình được xây dựng từ thế kỷ 19 và 20.

## Địa lý
Hammaburg là nguồn gốc của Hamburg được hình thành trên một mũi đất trước đây, giữa hai con sông Alster và Bille đổ ra sông Elbe. Trong nhiều thế kỷ, Alster và Bille đã chuyển hướng nhiều lần dẫn đến địa lý luôn khác biệt.  Ngày nay, Altstadt giáp Alster (tức Alsterfleet và Binnenalster) về phía tây và tây bắc. Về phía đông là tuyến đường sắt Hamburg-Altona và nhà ga Hamburg Hauptbahnhof còn về phía nam là kênh đào Zollkanal.
Altstadt tiếp giáp với các khu vực Neustadt, St. Georg, Hammerbrook, HafenCity của quận Hamburg-Mitte.
Altstadt có tổng cộng 4 khu phố gồm: Đảo Cremon, Kontorhaus, Nikolai và Mönckeberg.

## Văn hóa
Altstadt có 3 trong số 5 nhà thờ chính tòa của Hamburg gồm Nhà thờ chính tòa Thánh Giacôbê, Thánh Catherine và Thánh Phêrô. Trong khi đó, nhà thờ Thánh Nikolai cũ giờ trở thành một đài tưởng niệm chiến tranh do phần lớn công trình đã bị phá hủy trong Chiến tranh thế giới lần thứ hai.
Tòa thị chính Hamburg là một công trình kiến trúc Tân Phục hưng là nơi đặt thượng viện và quốc hội Hamburg. Nó được xây dựng sau trận Đại hỏa hoạn năm 1842, cùng với Phòng Thương mại Hamburg tạo thành một tổ hợp tòa nhà.
Các công trình nổi tiếng khác nằm ở khu phố Kontorhaus với các tòa nhà Chilehaus, Pressehaus, Sprinkenhof và bảo tàng nghệ thuật Hamburger Kunsthalle.